# Rapt à Damas
Pour les articles homonymes, voir Rapt (homonymie) et Damas (homonymie).
Pour plus de détails, voir Fiche technique et Distribution.
Rapt à Damas (Delitto quasi perfetto) est un film franco-italien réalisé par Mario Camerini, sorti en 1966.

## Fiche technique
- Titre original : Delitto quasi perfetto
- Titre français : Rapt à Damas
- Réalisation : Mario Camerini
- Scénario : Mario Camerini, Leonardo Benvenuti, Piero De Bernardi, Ernesto Gastaldi, Lorenzo Gicca Palli et Steno
- Photographie : Aldo Giordani
- Musique : Carlo Rustichelli
- Pays d'origine : Italie - France
- Format : Couleurs - Mono
- Genre : comédie
- Date de sortie : 27 avril 1966 (Italie)

## Distribution
- Philippe Leroy : Paolo Respighi
- Pamela Tiffin : Annie Robson
- Graziella Granata : Annie
- Bernard Blier : Colonel Robson
- Massimo Serato : Preston
- Fernando Sancho : Omar
- Luciano Pigozzi : Salah
- Giulio Donnini : Foster
- Ignazio Leone : Mazzullo